# A Mermaid

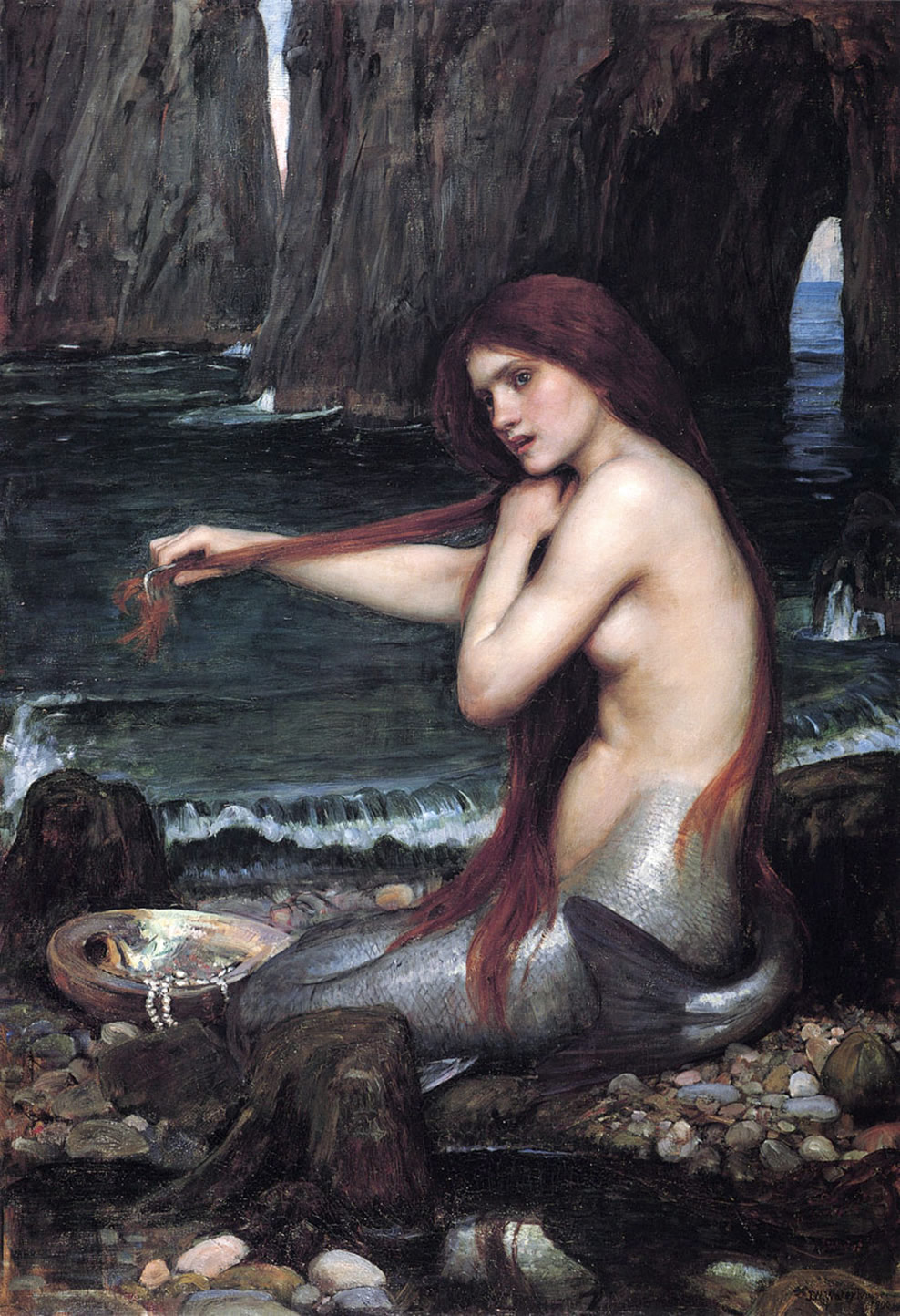
Die Meerjungfrau (A Mermaid, 1900)

Das Gemälde A Mermaid (im Deutschen auch als Eine Meerjungfrau oder Die Meerjungfrau) bekannt ist ein Gemälde des britischen Malers John William Waterhouse und wurde um 1900 als 98 × 67 cm großes Ölbild auf Leinwand gemalt. Es ist ein Teil viktorianischer Kunst. Das Gemälde diente als Prüfungsstück an der Royal Academy of Arts in London, wo es auch heute noch ausgestellt ist.